# Zeke Mullins
Reynolds „Zeke“ Mullins (* 11. Juli 1925 in Harlem, New York City; † Dezember 2019) war ein US-amerikanischer Jazzmusiker (Piano).

## Leben und Wirken
Mullins spielte zunächst Violine, bald darauf wechselte er zum Klavier. Er begann in den frühen 1940er-Jahren Jazz zu spielen und arbeitete in den folgenden Jahrzehnten stetig in Harlem. In den frühen 1950er Jahren begann er professionell in der Region als Jazzmusiker zu arbeiten; während seiner Karriere spielte er auch in Clubs und Veranstaltungsorten wie dem Small’s Paradise, Savoy Ballroom, Rockland Ballroom, Showmans Bar, Wells, Connies, Lenox Lounge und im Apollo Theater. Ab 1965 tourte er 24 Jahre lang intensiv mit Lionel Hampton und seinem Orchester und nahm in dieser Zeit auch mit Clark Terry, Panama Francis and The Savoy Sultans und Woody Herman auf.
Mullins verließ Hamptons Band 1989, als Illinois Jacquet ebenfalls ausstieg. In seinen späteren Jahren spielte er bei Al Vollmers Harlem Blues and Jazz Band; außerdem trat er noch regelmäßig im Cajun Restaurant in Chelsea auf. 2008 wurde er Mitglied der Hausband der Jazz Foundation of America, bei dessen montäglichen Jam-Sessions bei der Musikergewerkschaft Local 802 er spielte. Zuletzt trat er 2016 bei der Great Night in Harlem der Organisation im Apollo Theater auf. Im Bereich des Jazz war er laut Tom Lord zwischen 1966 und 1993 an 21 Aufnahmesessions beteiligt.